# ISDN
ISDN er en forkortelse for Integrated Services Digital Network.
ISDN er især benyttet som standard for digital telefonforbindelse for tale og data. Som sådan var ISDN en overgang omfattet af TDC's forsyningspligt, men forsyningspligten ophørte før 2016 som en del af den teknologiske udvikling.

## Privat brug
ISDN til privat brug er i 2020 kraftigt aftaget. Til privat brug brugtes typen ISDN2 eller BRI (Basic Rate Interface), hvor 2 B-kanaler (B for "Bearer") er til rådighed. Kanalerne kan anvendes til lyd eller data. De to kanaler betyder, at der kan føres 2 kommunikationsstrømme på samme tid på samme enkelte abonnentlinje.
Ud over B-kanalerne rummer ISDN2 en D-kanal (D for Data) til styring af kommunikationen - herunder opkaldssignalering. B-kanalerne har hver en båndbredde 64 kbit/s, mens D-kanalens båndbredde er 16 kbit/s.

## Erhvervsmæssig brug
PRI (Primary Rate Interface) eller ISDN30 anvendtes især af virksomheder og indeholder 30 B-kanaler på hver 64 kbit/s